# Wilde Weinrebe
Die Wilde Weinrebe (Vitis vinifera subsp. sylvestris; Synonym: Vitis silvestris Gmel.), auch Wilder Weinstock oder Echter Wilder Wein genannt, ist eine Unterart von Vitis vinifera innerhalb der Gattung der Rebe (Vitis).

## Beschreibung

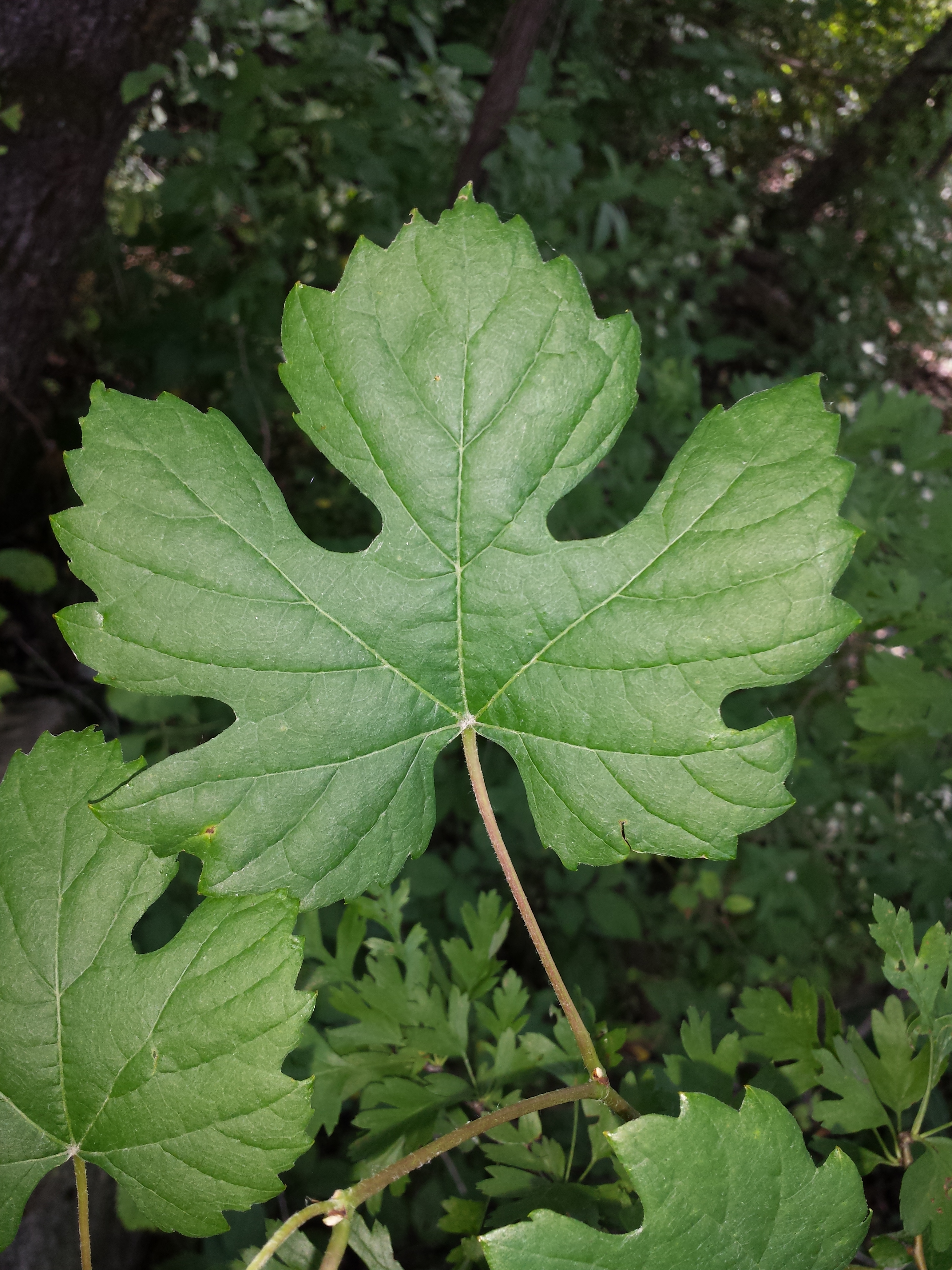
Laubblatt

### Vegetative Merkmale
Die Wilde Weinrebe ist eine verzweigte, verholzende Kletterpflanze und erreicht Wuchshöhen von 5 bis 40 Metern. Die Borke älterer Zweige ist längsfaserig. Haftscheiben fehlen.
Die wechselständig angeordneten Laubblätter sind in Blattstiel und -spreite gegliedert. Die Blattspreite ist rundlich, handförmig drei- bis fünflappig mit einer weiten Bucht an der Spreitenbasis.

### Generative Merkmale
Im Gegensatz zur Edlen Weinrebe ist die Wilde Weinrebe zweihäusig getrenntgeschlechtig (diözisch); das bedeutet, dass die eingeschlechtigen Blüten an unterschiedlichen Pflanzen sitzen.
Im locker rispigen Fruchtstand berühren sich die Beeren nicht. Die mit einem Durchmesser von 5 bis 7, selten bis zu 10 Millimeter elliptischen Beeren sind sauer bis süß, färben sich bei Reife meist blau-schwarz und enthalten meist drei Samen. Die Samen sind mit einer Länge von 4,9 bis 5,7 Millimeter rundlich herzförmig.
Die Chromosomenzahl beträgt 2n = 38.

## Ökologie
Im Gegensatz zur Edlen Weinrebe ist die Wildrebe zweihäusig, d. h., es gibt männliche und weibliche Pflanzen. Eine Naturverjüngung der Bestände ist demnach nur dort möglich, wo beide Geschlechter vorkommen. Die Bestäubung erfolgt durch Insekten. Die Ausbreitung der Samen erfolgt endozoochor durch Vögel.

## Vorkommen

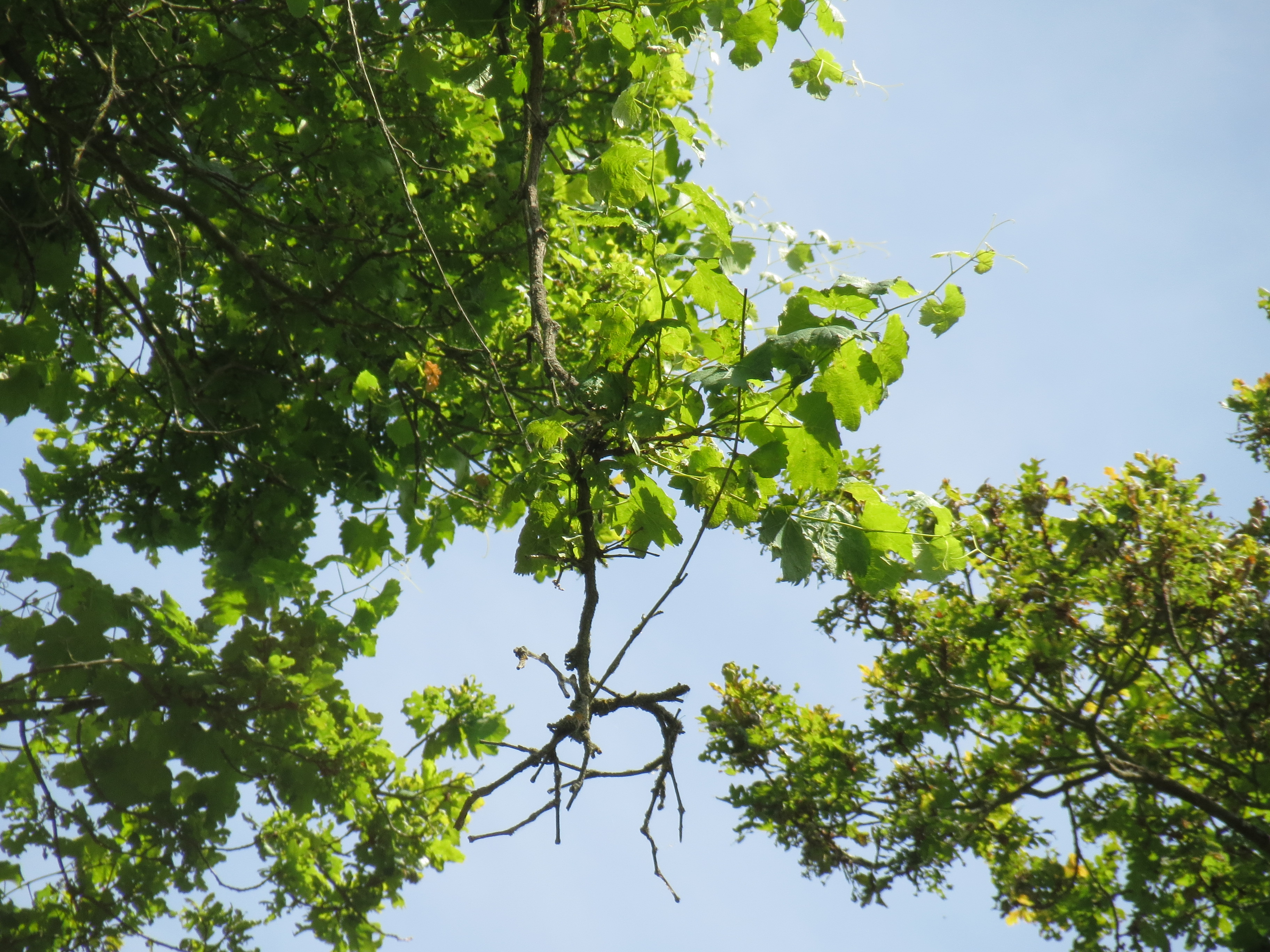
Wild-Rebe auf der Ketscher Rheininsel

Vitis vinifera subsp. sylvestris besiedelt ein großes Areal: von Portugal im Westen bis Tadschikistan und den Himalaya-Randhöhen im Osten. Im Süden wird das nördliche Nordafrika (Tunesien) erreicht, im Norden das südliche Mitteleuropa. In den ausgedehnten Bereichen, in denen wilde und kultivierte Reben benachbart zueinander wachsen, gibt es kaum Hinweise auf Vermischung und Introgressionen: wilde und kultivierte Populationen sind genetisch weitgehend voneinander isoliert. Dabei ist zu beachten, dass Rebsorten vegetativ vermehrt werden. Die genetischen Daten unterstützen den schon lange vermuteten Ursprung der kultivierten Weinrebe im Osten, in der Türkei oder im Kaukasus, eine unabhängige Domestikation in Westeuropa ist danach unwahrscheinlich, wenn auch einige genetische Daten ein zweites Domestikationszentrum auf der Iberischen Halbinsel möglich erscheinen lassen. In der Türkei besiedelt die Wilde Weinrebe ein ausgedehntes Areal, das die Küsten des Schwarzen Meeres und des Mittelmeeres sowie ein schmales Band mit annähernd mediterranem Klima im südöstlichen Anatolien bis südlich des Vansees und Urmiasees umfasst.
In der Schweiz kommt die Wilde Weinrebe im Kanton Waadt, im Rhonetal und am Luganer See vor. Sie gedeiht im Linden-Mischwald in Gesellschaften des Verbands Tilion platyphylli.
Die ökologischen Zeigerwerte nach Landolt et al. 2010 sind in der Schweiz: Feuchtezahl F = 3+w (feucht aber mäßig wechselnd), Lichtzahl L = 3 (halbschattig), Reaktionszahl R = 4 (neutral bis basisch), Temperaturzahl T = 4+ (warm-kollin), Nährstoffzahl N = 4 (nährstoffreich), Kontinentalitätszahl K = 2 (subozeanisch).
In Österreich ist diese Unterart sehr selten in Wien und Niederösterreich (Auwälder an der Donau und March) anzutreffen.

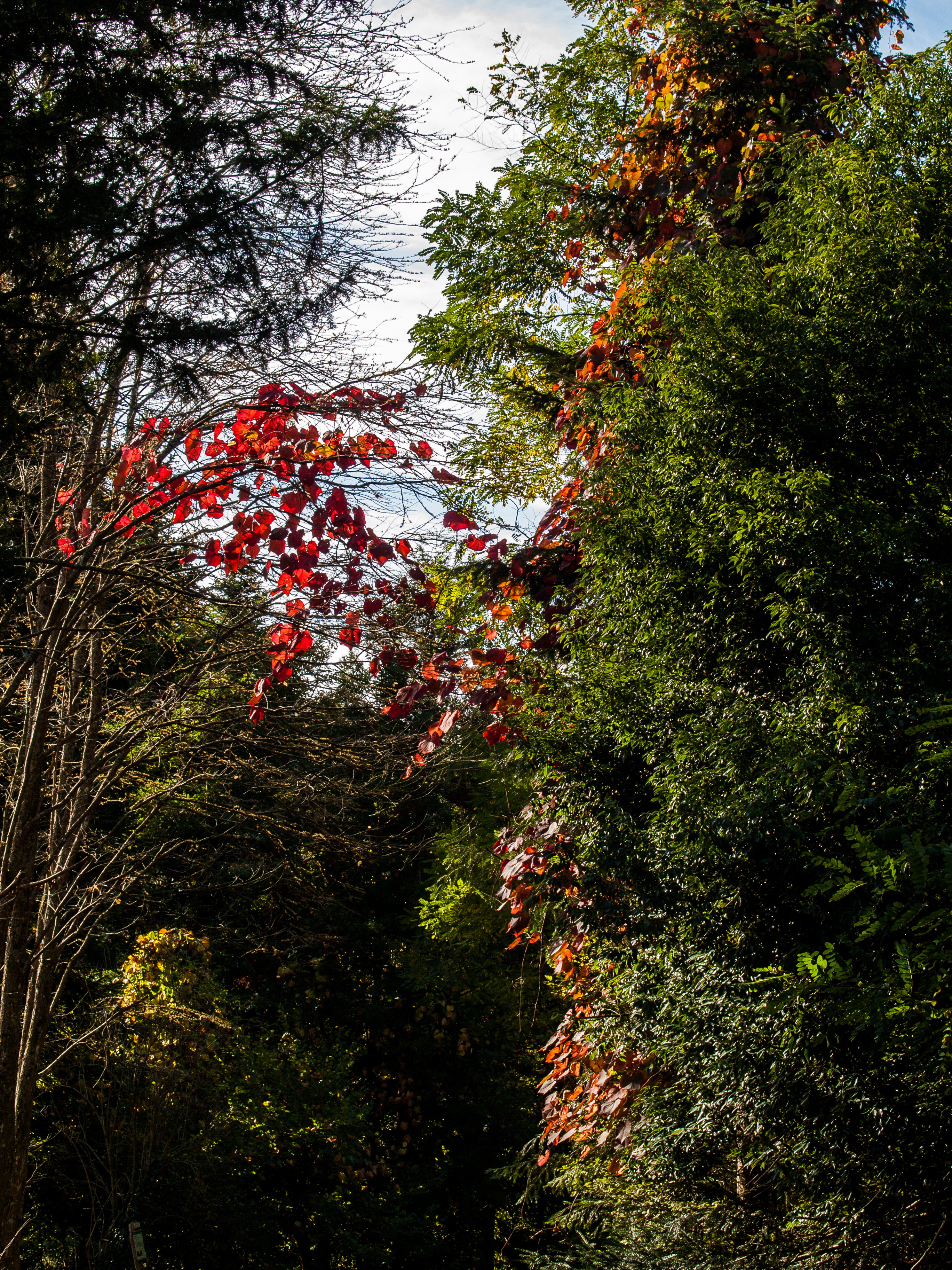
Wilde Weinrebe (mit rotem Herbstlaub) bei Freiburg (Günterstal)

In Deutschland ist Vitis vinifera subsp. sylvestris als „vom Aussterben bedroht“ eingestuft. Es gibt nur noch Bestände im Oberrhein-Gebiet, z. B. auf der Ketscher Rheininsel zwischen Mannheim und Speyer.
In Iberien sind noch einige Standorte für Vitis sylvestris belegt, die eher zufällig gefunden wurden. Insgesamt scheint Iberien damit den größten Bestand zu haben, aber auch hier ist der Bestand am Aussterben.
In ihren Verbreitungsgebieten findet man die Wilde Weinrebe selten im Eichen-Ulmen-Auenwald oder in dessen Störstellen, vor allem in Verlichtungszuständen und an Waldrändern. Sie liebt feuchten, nährstoff- und basenreichen, tiefgründigen Lehm- und Tonboden. Nach Ellenberg ist sie subozeanisch verbreitet und eine Verbandscharakterart der Erlen- und Edellaub-Auenwälder (Alno-Ulmion).
Die Wilde Weinrebe darf nicht mit Vitis labrusca, einer Wildrebe in den USA, und auch nicht mit dem Wilden Wein verwechselt werden, der aus Nordamerika stammt und inzwischen auch in Europa häufig ist.

## Geschichte
Diese Unterart ist die Wildform der Wein-Rebe.
Nach der letzten Eiszeit vor 10.000 Jahren hat die Rebe in Europa aus ihren Rückzugsgebieten im Mittelmeerraum kommend die Auenwälder klimatisch begünstigter Flusstäler besiedelt.
In der nacheiszeitlichen Wärmezeit reichte ihr Areal weit nach Norden, bis nach Belgien, Südschweden und Polen, wie vorgeschichtliche Kernfunde bezeugen. Noch Mitte des 19. Jahrhunderts gab es im südlichen Oberrheingebiet, namentlich in den badischen Rheinwäldern noch mehrere tausend Exemplare. Durch die Rheinregulierung und als Folge der Trockenlegung und forstmäßigen Bewirtschaftung der ehemaligen Auenwälder verringerte sich die Individuenzahl gegen Ende des 19. Jahrhunderts auf wenige Hundert. Durch forstliche Maßnahmen wurden die Lianen systematisch entfernt, so dass die Wildrebe heute nur noch in Restbeständen an etwa 10 Wuchsorten anzutreffen ist. In Südhessen sind alle Vorkommen bereits vor 1945 erloschen. Im Elsass gibt es heute nur noch wenige Pflanzen bei Colmar. In der Pfalz sind 1992 nur noch drei Reben an zwei Fundorten vorhanden. In Baden-Württemberg ist 1992 von etwa 30 bis 40 autochthonen Wilden Weinreben auszugehen. Darüber hinaus werden in Baden-Württemberg, Rheinland-Pfalz und Hessen an geeigneten Bereichen der Rheinauen Maßnahmen zur Wiederansiedlung betrieben.